# ياسين عرفات
ياسين عرفات (7 يوليو 1987 - ) (بالبنغالية: ইয়াসিন অরাফাত)‏ هو لاعب كريكت بنغلاديشي.

## وصلات خارجية
- ياسين عرفات على موقع إي آس بي آن كريك إنفو (الإنجليزية)